# Cléder
Cléder (tiếng Breton: Kleder) là một xã của tỉnh Finistère, thuộc vùng Bretagne, miền tây bắc Pháp.

## Dân số
Người dân ở Cléder được gọi là Clédérois.